# Crystal Kay
Pour les articles homonymes, voir Kay.
 (mars 2019).
Si vous disposez d'ouvrages ou d'articles de référence ou si vous connaissez des sites web de qualité traitant du thème abordé ici, merci de compléter l'article en donnant les références utiles à sa vérifiabilité et en les liant à la section « Notes et références ».
Crystal Kay Williams (クリスタル・ケイ, Kurisutaru Kei), née le 26 février 1986 à Yokohama, est une chanteuse japonaise.

## Biographie
Crystal Kay est née le 26 février 1986 à Yokohama d'un père Afro-Américain (un bassiste du New Jersey) et d'une mère Zainichi de 3e génération (personne descendant de Coréens née au Japon) qui était une chanteuse professionnelle.
Grandissant avec des musiciens, Crystal Kay a lancé sa propre carrière musicale dès l'âge de 12 ans. De plus en 1998, Utada Hikaru lance une période RnB au Japon grâce à son succès aux États-Unis. Crystal profite de cette mode pour sortir, en juillet 1999, "Eternal memories", son premier single sous le label Sony Music.
Auparavant, elle a également joué les voix offs de spots publicitaires à la télévision depuis l’âge de 6 ans avec l'aide d'une amie de sa mère travaillant dans le milieu du show-business, activité qu’elle poursuit jusqu’à l’âge de 11 ans.
Elle a été soutenue et encouragée au Japon[réf. nécessaire] mais elle est allée au lycée de Kinnick quand son père a déménagé pour Yokosuka. Elle est maintenant à l'Université Sophia qui est également celle de Beni Arashiro. Elle parle aussi bien l'anglais que le japonais, et elle a également étudié le français.
Après la collaboration avec M-Flo en 2003 et un album, elle est devenue connue du public.
Elle a eu la première place dans les hits avec le single "Motherland", qui a été utilisé comme thème de fin pour Fullmetal Alchemist en 2004
Sa meilleure vente en single jusqu'ici est "Koi ni Ochitara" en 2005.
Une de ses collaborations la plus réputée "Two as one" est sortie le 5 octobre 2005 avec Chemistry.
En 2006, Crystal Kay a sorti un nouvel album appelé "Call me Miss" ainsi qu'un single de cet album "Kirakuni/Together". "Kirakuni" est un des seuls singles où elle chante complètement en anglais hormis la présence du titre.
Crystal Kay a sorti deux singles d'affilée, le premier sorti "きっと永遠に (Kitto Eien ni)" le 17 janvier 2007 et a été utilisé pour le générique de fin du manga 僕は妹に恋をする (Boku wa imōto ni koi wo suru). Le second se nomme "こんなに近くで..." (Konna ni Chikaku de...) sorti le 28 février 2007 et c'est le générique de fin de la série のだめカンタービレ (Nodame Cantabile). Le 24 mars 2007, elle a fait un duo avec M-flo qui "boucle la boucle" de la série "m-flo loves". Il est dit que M-flo a commencé ce projet avec elle, et qu'il voulait le finir avec elle.
Elle cumule pour l'instant au total 26 singles et 8 albums.
Du haut de ses 1,72 m, c'est une star reconnue au Japon.
Elle est plus connue par ses fans par le surnom Kuri.
Elle a aussi collaboré avec les KAT-TUN. Et plus particulièrement avec Jin Akanishi en chantant avec lui "WONDER" et "HELPLESS NIGHT".
En 2015 elle fait un retour remarqué avec le single Revolution en duo avec la superstar Namie Amuro qui se classera à la 6ème place des charts japonais, l'album Shine qui suivra entrera directement à la 10ème place du top albums et réalisera des ventes trois fois supérieures à celle de l'album précédent Vivid.
En décembre 2016, une collaboration avec le rappeur Nekfeu a lieu pour le morceau "Nekketsu".
En juin 2019, elle apparaît en featuring sur le troisième album studio de Nekfeu sur le morceau "Pixels", produit par Loubensky, Hologram Lo’, Selman & Diabi.

## Discographie Japonaise

### Albums
1. C.L.L. ~CRYSTAL LOVER LIGHT~ (23 mars 2000) #60
2. 637 -always and forever- (22 août 2001) #19
3. almost seventeen (23 octobre 2002) #2
4. 4 REAL (27 novembre 2003) #6
5. Crystal Style (2 mars 2005) #2
6. Call me Miss... (22 février 2006) #2
7. ALL YOURS (20 juin 2007) #1
8. Color Change! (6 août 2008) #8
9. Spin The Music (8 décembre 2010) #42
10. VIVID (27 juin 2012) (Universal Music Japan) #35
11. Shine (9 décembre 2015) #10
12. For You (13 juin 2018)

### Mini-albums
1. Shining (28 novembre 2007) #21
2. Flash (16 juin 2010) #29

### Compilations
1. Natural -World Premiere Album- (17 décembre 2003) (4 Real version anglaise) #34
2. CK5 (30 juin 2004) #2
3. Best of Crystal Kay (2 septembre 2009) #3

Universal Music Japan
1. Love Song Best (7 décembre 2011) #81

### Album remix
1. The Best Remixes of CK (16 décembre 2009) #195

### Singles
1. Eternal Memories (1er juillet 1999) #47
2. Teenage Universe ~Chewing Gum Baby (8 septembre 1999) #47
3. Komichi no Hana (こみちの花) (3 novembre 1999) #80
4. Shadows of Desire (23 mars 2000)
5. Girl's Night (9 mai 2001) #100
6. Ex-Boyfriend feat. VERBAL (4 juillet 2001) #44
7. Think of U (28 novembre 2001) #60
8. Hard to Say (7 août 2002) #26
9. Girl U Love (23 octobre 2002) #156
10. Boyfriend -part II- (22 janvier 2003) #23
11. I Like It (Crystal Kay loves m-flo) (18 juin 2003) #8
12. Candy (22 octobre 2003) #21
13. Can't be Stopped (27 novembre 2003) #146
14. Motherland (12 mai 2004) #9
15. Bye My Darling! (17 novembre 2004) #40
16. Kiss (26 janvier 2005) #10
17. Koi ni Ochitara (恋におちたら) (18 mai 2005) #2
18. Two As One (Crystal Kay x CHEMISTRY) (5 octobre 2005)#2
19. Kirakuni / Together (8 février 2006) #27
20. Kitto Eien ni (きっと永遠に) (17 janvier 2007) #12
21. Konna ni Chikaku de... (こんなに近くで...) (28 février 2007) #14
22. Anata no Soba de (あなたのそばで) (16 mai 2007) #30
23. Namida no Saki ni (涙のさきに) (11 juin 2008) #42
24. One (16 juillet 2008) #32
25. After Love -First Boyfriend- feat. KANAME (CHEMISTRY) / Girlfriend feat. BoA (13 août 2009) #31
26. Journey ~Kimi to Futari de~ (君と二人で) (24 novembre 2010) #193

Universal Music Japan
1. Superman (7 décembre 2011) #55
2. Delicious na Kinyoubi / Haru Arashi (デリシャスな金曜日/ハルアラシ) (14 mars 2012) #171
3. Forever (6 juin 2012)
4. Kimi ga Ita Kara (3 juin 2015) #27
5. Revolution feat.Namie Amuro (16 septembre 2015) #6
6. Sakura (23 mars 2016) #30
7. Lovin' You (14 septembre 2016) #149

Vinyl
1. I Like It / Reeewind! (18 juin 2003)

Singles Digital
1. Deaeta Kiseki (出会えた奇跡) (15 décembre 2008)
2. Flash (24 février 2010)
3. Victoria (19 mai 2010)
4. Time of Love (15 septembre 2010)
5. My Heart Beat (27 février 2013)
6. The Light (10 avril 2015)
7. Nando Demo (何度でも) (22 octobre 2015)
8. Waiting for You (1er juin 2016)
9. Faces (17 février 2017)
10. Shiawase tte. (幸せって。) (19 avril 2018)

## Discographie internationale
Singles Digital
- Busy Doing Nothing (23 février 2014)
- Rule Your World (6 mai 2014)
- Dum Ditty Dumb (13 août 2014)

Featuring
- Featuring sur l'album Cyborg de Nekfeu sur le titre Nekketsu, sortie surprise le 1er décembre 2016
- Featuring sur l'album "les étoiles vagabondes" de Nekfeu sur le titre "Pixels", sortie le 6 juin 2019
- Featuring sur l'album Ludi de Christophe Chassol sur plusieurs titres, sortie 2020

## Filmographie

### Films
- Pokémon : Giratina and the Sky Warrior (= Chansey) (30 juillet 2008)
- Yamagata Scream (= Cayce Chihiro Sebastian) (1er août 2009)

### Drama
- Hidarime Tantei EYE (= Kokushou Akira) (2010)